# Moritz Cramer
Moritz Christian Peter Wilhelm Cramer (* 11. Juli 1897 in Wiesbaden; † 19. August 1952 in Nastätten) war ein deutscher Nationalsozialist.

## Leben
Nach einer Banklehre nahm Cramer am Ersten Weltkrieg als Leutnant der Reserve teil. Nach dem Ersten Weltkrieg arbeitete er als Bankbeamter in Wiesbaden. Durch Stellenreduzierung verlor er seine Anstellung und zog nach Stadecken, wo er im Weinhandel seines vermögenden Schwiegervaters mitarbeitete. Am 23. Juni 1923 trat er der SA und der NSDAP bei. Er wurde deshalb 1924 zu einem Monat Gefängnis verurteilt. Zum 1. Juli 1928 trat er erneut der NSDAP bei (Mitgliedsnummer 93.192), ein Jahr später der SA.
Im Jahre 1929 gründete er die NSDAP-Ortsgruppe von Stadecken. Das Dorf war zu 90 % nationalsozialistisch gesinnt. Seine Ortsgruppe, die er bis 1934 leitete, bestand aus 40 Mann. 1933 wurde er Bürgermeister von Stadecken. Er war zudem Mitglied des Kreistags von Mainz und des Provinziallandtags von Rheinhessen.
Von 1935 bis 1937 war er Bürgermeister und Ortsgruppenleiter von Hechtsheim. In der SA stieg er zum Obersturmbannführer z. V. auf und wurde kommissarischer Sachbearbeiter für Fürsorge und Siedlung der Brigade 150. Er wurde anschließend zur SA-Gruppe Westmark versetzt, in der er später Standartenführer wurde. Gleichzeitig wurde er zum Kreisleiter des Unterwesterwaldkreises mit Sitz in Montabaur bestellt. Diese Stellung behielt er bis Kriegsende.
Nach dem Krieg wurde er bis 1949 in Diez und Petrisberg interniert. Nach dem Vorschlag des Untersuchungsausschusses Montabaur und Selters sollte er im Säuberungsverfahren als „Hauptschuldiger“ eingestuft werden. Cramer galt als fanatischer Hitler-Anhänger, der an mehreren Gewaltakten beteiligt gewesen sein und eine aktive Rolle bei der Verhaftung von Juden und Katholiken gehabt haben soll. Die Spruchkammer von Trier-Petrisberg folgte der Einschätzung nicht. Cramer wurde lediglich als „Belasteter“ eingestuft. Er verließ das Gericht als freier Mann, da seine Haft von vier Jahren bereits durch die Internierung getilgt war. Bis zu seinem Tode 1952 war er mit einem Berufsverbot belegt.